# Jake Busey
William Jacob Busey Jr. (n. 15 iunie 1971, Los Angeles, California, SUA) este un actor american. Acesta a ajuns cunoscut datorită rolurilor sale din Un om și trei fantome (1996), Infanteria stelară (1997), Pariu riscant⁠(d) (2001), serialul De la apusul la răsăritul soarelui⁠(d) (2014-2016) și franciza Predator.

## Biografie
Busey s-a născut în Los Angeles și a crescut în Malibu, California, fiul fotografei Judy Helkenberg și al actorului Gary Busey. Acesta și-a petrecut copilăria pe platourile de filmare și în turnee cu trupe precum Leon Russell⁠(d), Willie Nelson și Little Feat⁠(d) în care tatăl său interpreta. La vârsta de cinci ani era deja interesat de actorie și cântatul la baterie.

### Cariera
Acesta a debutat cu un rol în filmul Pe calea cea dreaptă⁠(d) (1978), împreună cu tatăl său Gary și Dustin Hoffman. A intrat în atenția publicului cinefil cu două roluri: cel al unui fanatic religios⁠(d) în filmul Contact și soldatul Ace Levy în Infanteria Stelară. De asemenea, a apărut în ecranizarea lucrării lui H. G. Wells Războiul lumilor (2005), Pariu riscant (împreună cu Jerry O'Connell și Shannon Elizabeth⁠(d)), Identitate⁠(d), Autostopistul II - Te-am asteptat⁠(d), Un om și trei fantome și Clubul de noapte 2: Ultima oferta⁠(d). A primit rolul lui „Backfire” în filmul Cross⁠(d) al lui Patrick Durham și joacă în filmul independent Don't Pass Me By⁠(d).
A obținut roluri minore în Windrunner: A Spirited Journey cu Jason Wiles⁠(d), Crăciunul cu familia Krank cu Tim Allen, As face orice!⁠(d), Inamicul statului⁠(d), Capcana ucigașului⁠(d), The Stoned Age⁠(d), PCU⁠(d), In cautarea unei vedete⁠(d) și Reaper⁠(d). A apărut și în serialul de televiziune Shasta McNasty⁠(d). Busey l-a interpretat pe profesorul Aiden „Sex Machine” Tanner începând din  2013 în De la apusul la răsăritul soarelui.
A realizat dublajul personajului The Radioman în jocul video Spec Ops: The Line și a DJ-ului Resistance Radio în XCOM 2: War of the Chosen⁠(d). De asemenea, a asigurat vocea adolescentului Tom din scenele flashback ale filmului Barbatul din umbra⁠(d) (1989), în care tatăl său, Gary Busey, interpretează rolul lui Tom Skyes.
În 2018, Busey a apărut în două episoade ale serialului Agenții S.H.I.E.L.D.⁠(d), în rolul lui Tony Caine. Mai târziu, a apărut în Stranger Things (sezonul 3) în rolul jurnalistului Bruce.

## Viața personală
În 2012, prietena sa - April Hutchinson - a născut o fetiță, Autumn.

## Filmografie
| An   | Titlu                                       | Rol                      | Note                        |
| ---- | ------------------------------------------- | ------------------------ | --------------------------- |
| 1978 | Straight Time                               | Henry Darin              |                             |
| 1982 | Barbarosa                                   | Cook Boy                 |                             |
| 1989 | Hider in the House                          | Teenage Tom Sykes (voce) |                             |
| 1991 | Black Cat Run                               | Norm                     |                             |
| 1993 | Shimmer                                     | Richard Halverson        |                             |
| 1994 | Foot Shooting Party                         | Unknown                  | Scurtmetraj                 |
| 1994 | S.F.W.                                      | Morrow Streeter          |                             |
| 1994 | The Stoned Age                              | Jimmy Muldoon            |                             |
| 1994 | PCU                                         | Mersh                    |                             |
| 1994 | I'll Do Anything                            | Unknown                  |                             |
| 1995 | Quiet Days in Hollywood                     | Curt                     |                             |
| 1995 | Windrunner                                  | Dave Promisco            |                             |
| 1996 | The Frighteners                             | Johnny Charles Bartlett  |                             |
| 1996 | Twister                                     | Mobile Lab Technician    |                             |
| 1997 | Contact                                     | Joseph                   |                             |
| 1997 | Starship Troopers                           | Private "Ace" Levy       |                             |
| 1998 | Enemy of the State                          | NSA Agent Krug           |                             |
| 1998 | Home Fries                                  | Angus                    |                             |
| 1999 | Held Up                                     | Beaumont                 |                             |
| 1999 | Tail Lights Fade                            | Bruce                    |                             |
| 2001 | Tomcats                                     | Kyle Brenner             |                             |
| 2002 | The First $20 Million Is Always the Hardest | Darrell                  |                             |
| 2003 | Identity                                    | Robert Maine             |                             |
| 2003 | Lost Junction                               | Matt                     |                             |
| 2003 | The Hitcher II: I've Been Waiting           | Jack                     | Direct-to-video             |
| 2004 | Christmas with the Kranks                   | Officer Treen            |                             |
| 2005 | H. G. Wells' War of the Worlds              | Lieutenant Samuelson     | Direct-to-video             |
| 2005 | The Rain Makers                             | Shaw                     | Producător asociat          |
| 2006 | Road House 2                                | Bill "Wild Bill" Decarie | Direct-to-video             |
| 2006 | Wristcutters: A Love Story                  | Brian                    |                             |
| 2006 | Broken                                      | Vince                    |                             |
| 2008 | Time Bomb                                   | Jason Philby             | Direct-to-video             |
| 2010 | The Killing Jar                             | Greene                   |                             |
| 2011 | Cross                                       | "Backfire"               | Direct-to-video; Producător |
| 2011 | Arbor Demon                                 | Sean                     |                             |
| 2012 | Play James Play                             | Paul                     |                             |
| 2012 | Don't Pass Me By                            | Fred Norwick             |                             |
| 2012 | Nazis at the Center of the Earth            | Adrian Reistad           | Direct-to-video             |
| 2012 | Beverly Hills Chihuahua 3: Viva la Fiesta!  | Oscar (voce)             | Direct-to-video             |
| 2013 | Girl Meets Boy                              | Richard                  |                             |
| 2013 | Sparks                                      | "Sledge"                 |                             |
| 2014 | Reaper                                      | Bill                     |                             |
| 2015 | Most Likely to Die                          | Tarkin                   |                             |
| 2016 | Last Man Club                               | Jim "Diamond Jim"        |                             |
| 2016 | Deserted                                    | Clay                     |                             |
| 2017 | Dead Again in Tombstone                     | Colonel Jackson Boomer   |                             |
| 2018 | The Predator                                | Sean Keyes               |                             |
| 2018 | A Boy Called Sailboat                       | Mr. Bing                 |                             |
| 2019 | Ghost in the Graveyard                      | Charlie Sullivan         |                             |
| 2020 | A Soldier's Revenge                         | Captain McCalister       |                             |